# Bundesversammlung (Schweiz)

Logo der Bundesversammlung

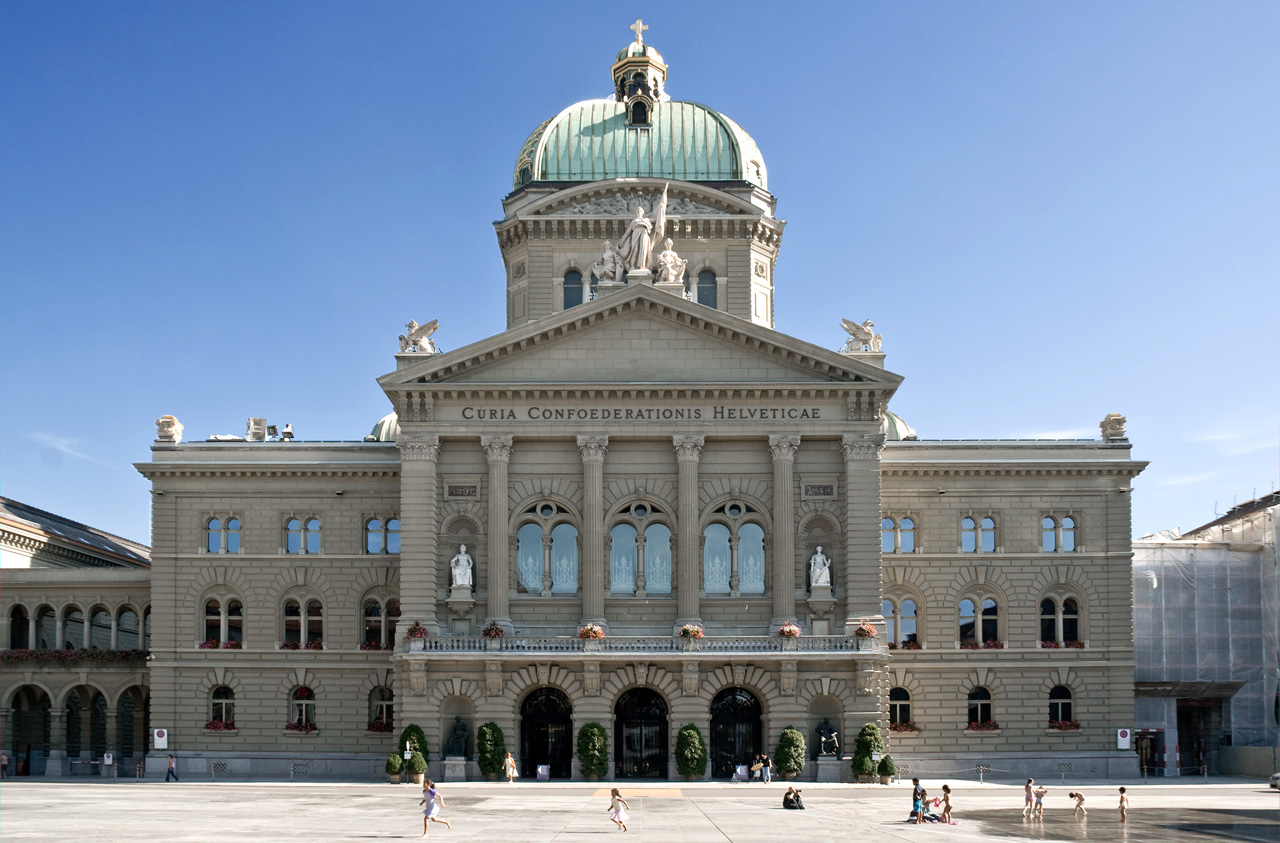
Bundeshaus (Parlamentsgebäude) und Bundesplatz in Bern

Die Bundesversammlung (französisch Assemblée fédérale, italienisch Assemblea federale, rätoromanisch Assamblea federala) ist das Parlament der Schweizerischen Eidgenossenschaft. Es besteht aus zwei gleichgestellten Kammern: dem 200 Mitglieder zählenden Nationalrat und dem 46-köpfigen Ständerat, die häufig unter dem Begriff eidgenössische Räte zusammengefasst werden.
Die Bundesversammlung ist die «oberste Gewalt im Bund», allerdings «unter Vorbehalt der Rechte von Volk und Ständen» (Art. 148 Abs. 1 Bundesverfassung [BV]), das heisst unter Vorbehalt der Volksrechte der Volksinitiative sowie des fakultativen und obligatorischen Referendums. Die Bundesversammlung ist in erster Linie zuständig für die Gesetzgebung, ist aber auch Wahlorgan für die anderen obersten Bundesbehörden (Bundesrat und Bundesgericht), übt die Oberaufsicht über diese aus, ist zuständig für die Beschlussfassung über die Ausgaben des Bundes, wirkt in der Aussenpolitik mit und verfügt über weitere Kompetenzen ausserhalb der Gesetzgebung.
Die Kammern verhandeln in der Regel getrennt (Art. 156 Abs.1 BV). Wenn sie zusammen tagen, spricht man von der Vereinigten Bundesversammlung. Diese versammelt sich im Saal des Nationalrates unter dem Vorsitz des Nationalratspräsidenten (Art. 157 BV).

## Aufgaben und Zuständigkeiten der Bundesversammlung

### Repräsentation
Hauptaufgabe des Parlamentes und seiner Mitglieder ist die Vertretung der unterschiedlichen Interessen der Wähler. Das Parlament beschliesst über alle grundlegenden Fragen des Bundesstaates (unter Vorbehalt der übergeordneten Referendums- und Initiativrechte des Volkes und der Stände). Durch die öffentliche parlamentarische Auseinandersetzung und durch seine demokratische Entscheidfindung stellt das Parlament die Legitimität staatlichen Handelns her. Bundesrat, Bundesgerichte und Bundesverwaltung dürfen nur im Rahmen der ihnen von Volk oder Parlament übertragenen Aufgaben aktiv werden.
Die Aufgaben der Bundesversammlung werden in der Bundesverfassung (BV) und im Parlamentsgesetz (ParlG) geregelt. Die wesentlichen Zuständigkeiten sind:

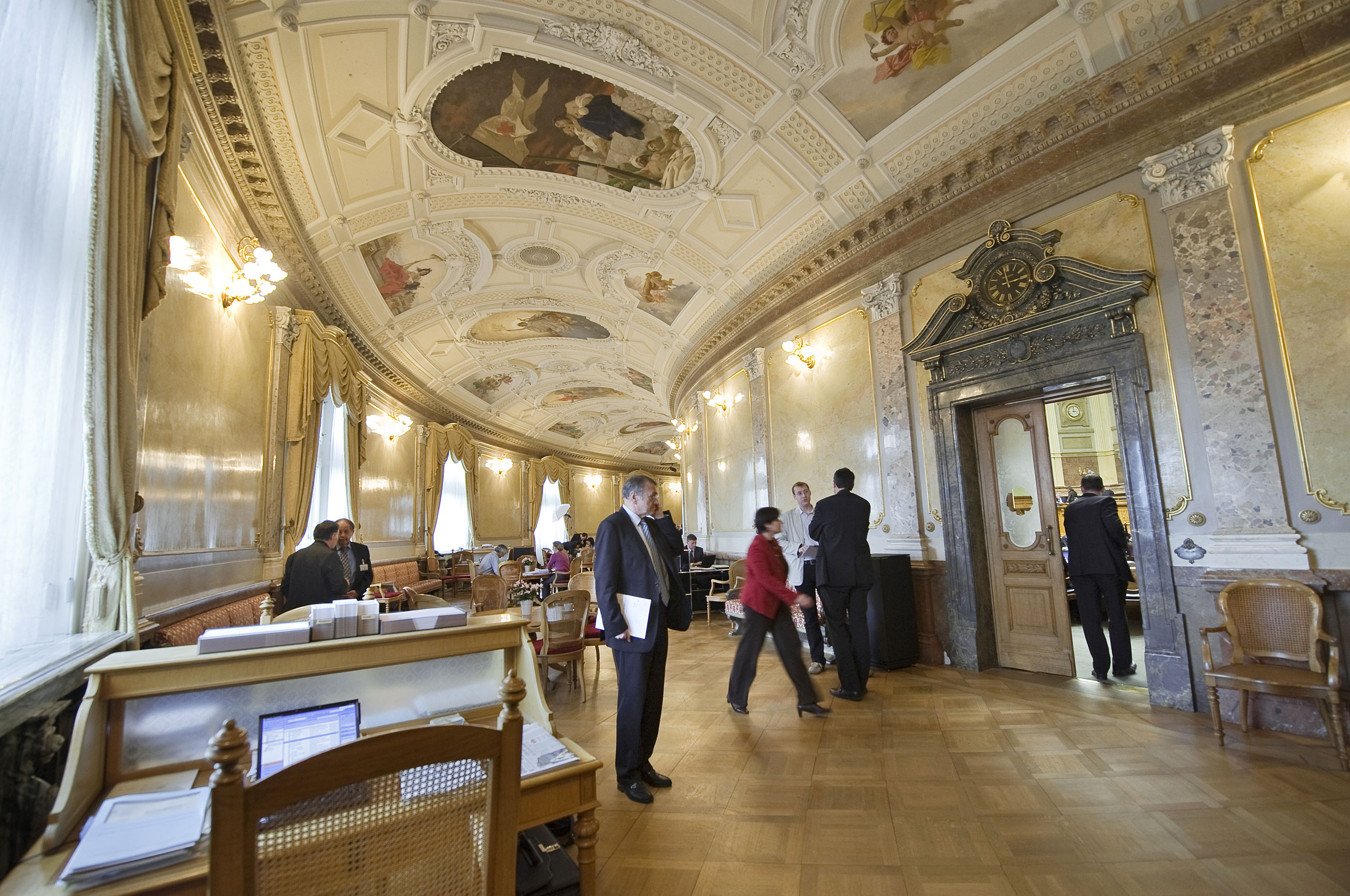
Wandelhalle im Bundeshaus

### Rechtsetzung
In modernen demokratischen Staaten ist alles staatliche Handeln an die Gesetze gebunden (Legalitätsprinzip). Das bedeutet, dass der Staat nur dort handeln kann, wo eine allgemeingültige Regelung dies ermöglicht. Die Gesetzgebung ist deshalb die zentrale Aufgabe des Staates. Da das Parlament die höchste demokratische Legitimation aller staatlichen Organe aufweist, ist ihm diese Aufgabe übertragen. In der Schweiz werden in denjenigen Bereichen, in welchen die gesetzgebende Gewalt beim Bund liegt, die zur Ausübung dieser Gewalt ergehenden Bundesgesetze von der Bundesversammlung geschaffen (Art. 164 Abs. 1 BV, Art. 22 ParlG), unter Vorbehalt des fakultativen Referendums. Auch die Verfassungsrevisionen werden – ausgenommen bei Volksinitiativen – von der Bundesversammlung geschaffen (Art. 23 ParlG), unter Vorbehalt des obligatorischen Referendums.

### Finanzen
Diese Kompetenz bezieht sich nicht auf die Erhebung von Steuern, sondern auf die Verwendung ihres Ertrages. Die Steuererhebung wird durch Gesetze geregelt, sie fällt also unter die Gesetzgebungskompetenz des Parlaments.
Die Bundesversammlung beschliesst in der Form des einfachen Bundesbeschlusses die Ausgaben des Bundes, setzt den jährlichen Voranschlag fest (jedes Jahr in der Wintersession) und nimmt jeweils in der Sommersession die jährliche Staatsrechnung ab (Art. 167 BV, Art. 25 ParlG). Subventionsbestimmungen sowie Verpflichtungskredite und Zahlungsrahmen, die neue einmalige Ausgaben von mehr als 20 Millionen Franken oder neue wiederkehrende Ausgaben von mehr als 2 Millionen Franken nach sich ziehen, bedürfen der Zustimmung der Mehrheit der Mitglieder jedes der beiden Räte («Ausgabenbremse», Art. 159 Abs. 3 Bst. b BV).

### Aussenpolitik
Die Bundesversammlung beteiligt sich an der Gestaltung der Aussenpolitik der Schweiz und beaufsichtigt die Pflege der Beziehungen zum Ausland. Sie genehmigt völkerrechtliche Verträge; davon ausgenommen sind die Verträge, für deren Abschluss aufgrund von Gesetz oder völkerrechtlichem Vertrag der Bundesrat zuständig ist (Art. 166 BV, Art. 24 und Art. 152 ParlG).

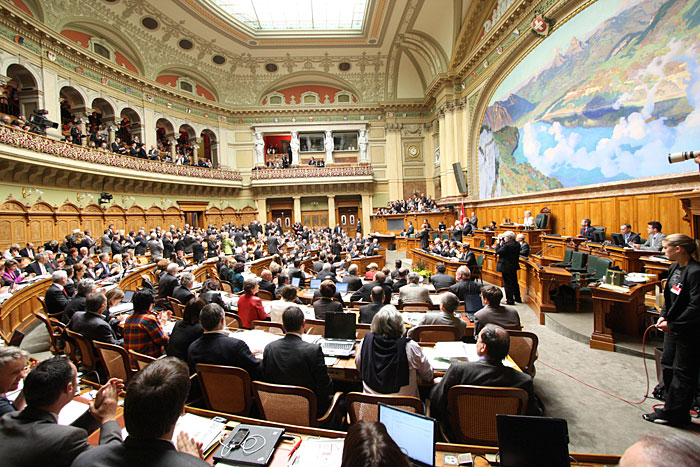
Die Vereinigte Bundesversammlung applaudiert dem neu gewählten Bundesrat Didier Burkhalter (2009).

### Wahlen
Die Wahlkompetenz nimmt die Bundesversammlung als Vereinigte Bundesversammlung wahr, das heisst in gemeinsamer Sitzung von Nationalrat und Ständerat unter Leitung des Nationalratspräsidenten. In dieser Versammlungsform wählt das Parlament die sieben Mitglieder der Regierung, den Bundesrat, sowie den Bundeskanzler. Das Parlament wählt auch die Mitglieder der eidgenössischen Gerichte (Bundesgericht, Bundesstrafgericht, Bundesverwaltungsgericht, Bundespatentgericht, Militärkassationsgericht) und der Aufsichtsbehörde über die Bundesanwaltschaft, den Bundesanwalt, die stellvertretenden Bundesanwälte und den Eidgenössischen Datenschutz- und Öffentlichkeitsbeauftragten. Bei Kriegsgefahr wählt die Bundesversammlung den General der Schweizer Armee (Art. 168 BV, Art. 130 ff. ParlG).

### Oberaufsicht
Die Bundesversammlung übt die Oberaufsicht aus über die Geschäftsführung des Bundesrates und der Bundesverwaltung, der eidgenössischen Gerichte, der Aufsichtsbehörde über die Bundesanwaltschaft, der Bundesanwaltschaft und der anderen Träger von Aufgaben des Bundes (zum Beispiel die Post oder die SBB). Kriterien der Oberaufsicht sind die Rechtmässigkeit, Ordnungsmässigkeit, Zweckmässigkeit, Wirksamkeit und Wirtschaftlichkeit staatlichen Handelns. Im Falle der eidgenössischen Gerichte und der Bundesanwaltschaft ist wegen der Unabhängigkeit der Justiz eine inhaltliche Kontrolle ihrer Entscheide ausgeschlossen (Art. 169 BV, Art. 26 ParlG).

### Beziehungen zwischen Bund und Kantonen
Die Bundesversammlung sorgt für die Pflege der Beziehungen zwischen Bund und Kantonen. Sie gewährleistet die Kantonsverfassungen (Art. 172 BV).

### Einzelakte
Die Bundesversammlung entscheidet über Einzelakte (Verwaltungsakte individuell-konkreter Natur), soweit ein Bundesgesetz dies vorsieht (Beispiele: Gesuche für Eisenbahnkonzessionen, den Verlauf von Nationalstrassen und die Bewilligung zum Bau von Einrichtungen zur Erzeugung von Atomenergie; Art. 173 Abs. 1 Bst. h, Art. 29 ParlG).

### Mitwirkung bei wichtigen Planungen der Staatstätigkeit
Die Bundesversammlung kann den Bundesrat mit einer Motion oder einem Grundsatz- und Planungsbeschluss beauftragen, bestimmte Ziele anzustreben, Grundsätze und Kriterien zu beachten oder Massnahmen zu treffen (Art. 173 Abs. 1 Bst. g BV, Art. 28 ParlG). Regelmässige Grundsatz- und Planungsbeschlüsse sind der vierjährliche Bundesbeschluss über die Legislaturplanung (Art. 146 ParlG) und der jährliche Bundesbeschluss über die Finanzplanung (Art. 143 ParlG).

### Weitere Kompetenzen
- Überprüfung der Wirksamkeit von Massnahmen des Bundes (Evaluation; Art. 173 Abs. 1 Bst. h BV, Art. 27 ParlG)
- Erteilung von Aufträgen (Motionen und Postulate) an den Bundesrat (Art. 171 BV, Art. 120 und Art. 123 ParlG)
- Massnahmen zur Wahrung der äusseren Sicherheit, der Unabhängigkeit und der Neutralität der Schweiz (Art. 173 Abs. 1 Bst. a und c BV)
- Massnahmen zur Wahrung der inneren Sicherheit (Art. 173 Abs. 1 Bst. b und c BV)
- Anordnung des Aktivdienstes der Armee (Art. 173 Abs. 1 Bst. d BV, Art. 66b, Art. 70 und Art. 77 Militärgesetz)
- Massnahmen zur Durchsetzung des Bundesrechts (Bundesexekution) gegenüber einem Kanton (Art. 173 Abs. 1 Bst. f BV)
- Überprüfung der Gültigkeit zu Stande gekommener Volksinitiativen (Art. 173 Abs. 1 Bst. a BV, Art. 98 ParlG)
- Entscheidung über Zuständigkeitskonflikte zwischen den obersten Bundesbehörden (Art. 173 Abs. 1 Bst. i BV)
- Amnestien und Begnadigungen (Art. 173 Abs. 1 Bst. k BV)

## Öffentlichkeit und Transparenz
Die Öffentlichkeit des Parlaments (Art. 159 BV) wird insbesondere hergestellt durch den Zugang zu den Zuschauertribünen und durch die Publikation der Wortprotokolle von Nationalrat und Ständerat im «Amtlichen Bulletin der Bundesversammlung» (Art. 4 ParlG). Die Ratsdebatten werden unter www.parlament.ch live übertragen (Art. 5 Abs. 2 ParlG, Art. 14 ParlVV); ebenda finden sich alle wesentlichen Unterlagen des Parlamentsbetriebs und zahlreiche Informationen über das Parlament.
Die Stimmabgabe jedes Ratsmitglieds wird im Nationalrat und im Ständerat bei jeder Abstimmung mithilfe einer elektronischen Abstimmungsanlage festgehalten und im «Amtlichen Bulletin» sowie im Internet publiziert (Art. 57 GRN, Art. 44a GRS).
Die Beratungen der Kommissionen sind vertraulich. Die Kommissionen sind aber verpflichtet, die Öffentlichkeit über ihre wesentlichen Beschlüsse mit dem Stimmenverhältnis sowie über die hauptsächlichen in den Beratungen vorgebrachten Argumente zu informieren (Art. 48 ParlG, Art. 20 GRN, Art. 15 GRS).
Im Weiteren bestehen für die Ratsmitglieder verschiedene Offenlegungspflichten. Zum Beispiel informiert ein öffentliches Register über die Interessenbindungen der Ratsmitglieder, d. h. über ihre beruflichen Tätigkeiten und über weitere Tätigkeiten ausserhalb des Parlaments, insbesondere z. B. in Verwaltungsräten und ähnlichen Gremien (Art. 11 ParlG).
Ein weiteres öffentliches Register informiert über die Ausweise für einen dauerhaften Zutritt zum Bundeshaus, welche jedes Ratsmitglied für zwei Gäste (z. B. Lobbyisten) ausstellen lassen kann (Art. 69 Abs. 2 ParlG).

## Amtssitz
Der Sitz der Bundesversammlung ist in Bern. In Ausnahmefällen darf das Parlament beschliessen, eine Session ausserhalb Berns abzuhalten (Art. 32). Dies war bis anhin dreimal der Fall: In der Herbstsession 1993 tagte sie vom 20. September bis zum 8. Oktober aufgrund von Renovationsarbeiten im Nationalratssaal in Genf; in der Frühjahrssession 2001 tagte sie vom 5. bis zum 23. März aufgrund von Sanierungsarbeiten im Ständeratssaal in Lugano; und in der Herbstsession 2006 tagte sie vom 18. September bis zum 6. Oktober in Flims (Kanton Graubünden). Das Parlamentsgebäude wurde in dieser Zeit totalsaniert.

## Sprachen
In den Beratungen von Nationalrat und Ständerat sowie der Vereinigten Bundesversammlung und in den Kommissionen kann sich jedes Mitglied in einer der vier Landessprachen äussern. Die Unterlagen für die Beratungsgegenstände müssen in den Räten in der Regel in den drei Amtssprachen Deutsch, Französisch und Italienisch, in den Kommissionen in zwei Amtssprachen vorliegen (Art. 8 SpG, Art. 46 Abs. 3 ParlG). Die mündliche Berichterstattung der Kommissionen erfolgt im Nationalrat in der Regel in zwei Amtssprachen (Art. 19 Abs. 2 GRN), im Ständerat referiert hingegen bloss ein Berichterstatter in seiner Sprache.
In der 51. Legislaturperiode (2019–2023) wurden im Nationalrat 67,2 Prozent der Reden auf Deutsch, 30,2 Prozent auf Französisch und 2,6 Prozent auf Italienisch gehalten; die 9 italienischsprachigen Abgeordneten (4,5 Prozent der Mitglieder des Nationalrates) haben häufig deutsch oder französisch referiert.
Im Nationalrat kann jedes Ratsmitglied an seinem Platz über Kopfhörer die Simultanübersetzung der Debatten in italienischer, französischer oder deutscher Sprache hören; auch wer im Internet der Direktübertragung folgt (Art. 14 ParlVV), kann diese Simultanübersetzung wählen. Im Ständerat und in den Kommissionssitzungen gibt es hingegen keine Simultanübersetzung. In beiden Räten werden die Mitteilungen des Präsidenten sowie mündlich vorgetragene Ordnungsanträge von einem Mitarbeiter des Ratssekretariats über die Lautsprecheranlage in eine zweite Amtssprache übersetzt (Art. 37 GRN).

## Rechtsstellung der Mitglieder der Bundesversammlung

### Unvereinbarkeiten
Mitglieder des Nationalrates und des Ständerates können nicht gleichzeitig gewissen anderen Behörden des Bundes angehören. Es bestehen keine Beschränkungen für Verwandte, Verschwägerte oder Verheiratete.
Regeln der Kantone können für ihre Behörden Mitglieder der Bundesversammlung ausschliessen.

## Legislaturperioden und Sessionen

### Sessionen

#### Ordentliche Sessionen
Die aktuelle Praxis sieht vor, dass National- und Ständerat sich zu vier ordentlichen Sessionen von je drei Wochen Dauer pro Jahr versammeln. Beide Räte tagen an denselben Tagen (Art. 151 BV; Art. 2 ParlG).

#### Ausserordentliche Sessionen
Ein Viertel der Mitglieder eines Rates oder der Bundesrat kann die Einberufung der Räte zu einer ausserordentlichen Session verlangen (Artikel 151 Abs. 2 BV). Das Begehren für die Einberufung muss bestimmte zu behandelnde Beratungsgegenstände angeben (Art. 2 Abs. 3 ParlG). Dem Bundesrat und der Ratsminderheit wird mit diesem Recht die Möglichkeit gegeben, die parlamentarische Agenda mitzubestimmen. Liste der ausserordentlichen Sessionen: siehe Session (Schweizer Parlament)#Ausserordentliche Sessionen.

#### Sondersessionen
Jeder Rat kann für sich Sondersessionen beschliessen, wenn die ordentlichen Sessionen zum Abbau der Geschäftslast nicht ausreichen (Art. 2 Abs. 2 ParlG). Damit gehört die Sondersession im Grunde zum Typus der ordentlichen Session. Über die Abhaltung einer Sondersession entscheidet das Ratsbüro des jeweiligen Rates (siehe unten). Gänzlich frei ist das Büro jedoch nicht in dieser Entscheidung, denn das Geschäftsreglement des Nationalrates hält fest, dass der Rat sich pro Jahr mindestens einmal zu einer höchstens eine Woche dauernden Sondersession versammelt, sofern genügend Beratungsgegenstände behandlungsreif sind (Art. 33d Abs. 1 lit. b GRN).

## Verfahren in der Bundesversammlung
Das Verfahren in der Bundesversammlung geht vom Grundsatz der absoluten Gleichberechtigung beider Räte aus, mit Ausnahme der Behandlung bestimmter Beratungsgegenstände durch die Vereinigte Bundesversammlung (siehe dazu den Abschnitt «Organe», Unterabschnitt «Vereinigte Bundesversammlung»), in welcher der Nationalrat aufgrund seiner höheren Mitgliederzahl ein grösseres Gewicht hat.
Nationalrat und Ständerat tagen getrennt (Art. 156 Abs. 1 BV) und behandeln die Beratungsgegenstände nacheinander. Die Beratungsgegenstände werden durch die beiden Ratspräsidenten einem der beiden Räte zur Erstberatung zugewiesen («Erstrat»; Art. 84 ParlG). Hat ein Rat seine Beratung abgeschlossen, so geht der Beratungsgegenstand an den anderen Rat.
Der Entwurf eines Erlasses der Bundesversammlung (Bundesgesetz, Verordnung der Bundesversammlung, Bundesbeschluss, einfacher Bundesbeschluss; Art. 164 BV) kann durch den Bundesrat (Art. 181 BV) oder durch die Kommission eines Rates (in Umsetzung einer parlamentarischen Initiative oder einer Standesinitiative; Art. 160 Abs. 1 BV) unterbreitet werden.
Jeder Rat führt über einen Erlassentwurf zuerst eine Eintretensdebatte durch. Hat er Eintreten beschlossen, folgt die Detailberatung der einzelnen Artikel des Entwurfs. Nach Abschluss der ersten Detailberatung findet die Gesamtabstimmung statt. Es gibt Beratungsgegenstände, zu deren Behandlung die Bundesversammlung durch die Bundesverfassung verpflichtet ist (z. B. die Stellungnahme zu Volksinitiativen, der Voranschlag der Eidgenossenschaft, die Legislaturplanung); in diesen Fällen ist Eintreten obligatorisch, und es wird auch keine Gesamtabstimmung durchgeführt (Art. 74 ParlG).
Damit ein Erlass der Bundesversammlung zustande kommt, müssen die Beschlüsse der getrennt tagenden Räte übereinstimmen (Art. 156 Abs. 2 BV). Bestehen nach der Beratung eines Erlassentwurfs Differenzen zwischen den Räten, so gehen die abweichenden Beschlüsse des einen Rates zur Detailberatung an den anderen Rat zurück, bis eine Einigung erreicht ist (Art. 89 ParlG). Bestehen nach drei Beratungen in jedem Rat immer noch Differenzen, so wird eine Einigungskonferenz eingesetzt. Diese besteht aus je 13 Mitgliedern der beiden vorberatenden Kommissionen der Räte (Art. 91 ParlG). Die Einigungskonferenz stellt beiden Räten einen Einigungsantrag, der alle verbliebenen Differenzen gesamthaft bereinigt (Art. 92 ParlG). Wird der Einigungsantrag in einem Rat verworfen, so ist der Erlassentwurf damit abgelehnt (Art. 93 ParlG).
Eine verkürzte Differenzbereinigung findet statt, wenn sich die abweichenden Beschlüsse der beiden Räte auf einen Beratungsgegenstand als Ganzes beziehen, z. B. zu Erlassentwürfen auf das Eintreten oder auf die Annahme oder Ablehnung in der Gesamtabstimmung. In diesen Fällen ist die zweite Ablehnung durch einen Rat endgültig (Art. 95 ParlG).
Im Laufe der Differenzbereinigung können Änderungen eines Erlassentwurfs dazu führen, dass Ratsmitglieder, die nach der ersten Beratung in der Gesamtabstimmung zugestimmt haben, nun das definitive Resultat ablehnen. Daher wird nach Abschluss der Differenzbereinigung über ein Bundesgesetz, eine Verordnung der Bundesversammlung oder einen dem obligatorischen oder fakultativen Referendum unterstellten Bundesbeschluss in jedem Rat eine Schlussabstimmung durchgeführt (Art. 84 ParlG), in der Regel am letzten Tag einer Session.
Ein Bundesgesetz, eine Verordnung der Bundesversammlung oder ein dem obligatorischen oder fakultativen Referendum unterstellter Bundesbeschluss wird nach seiner Annahme durch die Bundesversammlung im Bundesblatt in den drei Amtssprachen publiziert (Art. 13 PublG).

## Parlamentarische Instrumente, Vorstösse
Die nachfolgenden Instrumente gibt es im Nationalrat, dem Ständerat und entsprechend auch in den Kantonsparlamenten der Schweiz.

### Antrag
Die Ratsmitglieder und der Bundesrat können zu hängigen Beratungsgegenständen Anträge einreichen, um einen vom Rat zu behandelnden Entwurf zu einem Erlass (Bundesgesetz, Bundesbeschluss oder Verordnung der Bundesversammlung) abzulehnen oder anzunehmen, zu ändern oder einer Kommission zuzuweisen oder an den Bundesrat zurückzuweisen. Mit einem Ordnungsantrag kann eine Änderung des Verfahrens vorgeschlagen werden. Der Antrag ist eines der wichtigsten Instrumente der Ratsmitglieder (Art. 160 Abs. 2 BV; Art. 76 ParlG).

### Parlamentarische Initiative
Mit einer parlamentarischen Initiative kann der Entwurf zu einem Erlass oder können Grundzüge eines solchen Erlasses vorgeschlagen werden. Alle Gesetzgebungsarbeiten erfolgen in einer Kommission von National- oder Ständerat (Sachbereichskommissionen). Die parlamentarische Initiative ist ausgeschlossen, wenn zum gleichen Gegenstand bereits eine Vorlage unterbreitet worden ist. Dann kann das Anliegen im Rat mit einem Antrag eingebracht werden (Art. 160 Abs. 1 BV; Art. 107–114 ParlG).

### Parlamentarische Vorstösse
|                                  | Motion                           | Postulat                    | Interpellation      | Anfrage       |
| Auftrag an den Bundesrat / Zweck | Vorlage, Massnahme               | Prüfung, Bericht            | Auskunft            | Auskunft      |
| Dringlicherklärung               | Nicht möglich                    | Nicht möglich               | Möglich             | Möglich       |
| Tätigkeit des Bundesrats         | Stellungnahme                    | Stellungnahme               | Antwort             | Antwort       |
| Diskussion                       | Immer möglich                    | Immer möglich               | Durch Ratsbeschluss | Nicht möglich |
| Beschluss der Bundesversammlung  | Überweisung nur durch beide Räte | Überweisung durch einen Rat |                     |               |

#### Motion
Die Motion beauftragt den Bundesrat, einen Erlassentwurf vorzulegen oder eine Massnahme zu treffen. Die Motion wird von einem oder mehreren Ratsmitgliedern unterzeichnet. Wenn ihr der Rat der Motionärin oder des Motionärs und anschliessend auch der andere Rat zustimmen, gilt die Motion als angenommen. Der Zweitrat kann auf Antrag der vorberatenden Kommission oder des Bundesrates Änderungen am Text vornehmen. Der Erstrat kann der Änderung des Zweitrates zustimmen, die Motion definitiv ablehnen oder an seiner Fassung festhalten. Im letzteren Fall geht die Motion nochmals an den Zweitrat; dieser kann nur noch entweder dem Text des Erstrates zustimmen oder die Motion definitiv ablehnen (Art. 171 BV; Art. 118–122 ParlG).

#### Postulat
Das Postulat beauftragt den Bundesrat, zu prüfen und zu berichten, ob ein Entwurf zu einem Erlass der Bundesversammlung (Bundesgesetz, Bundesbeschluss oder Verordnung) vorzulegen oder eine Massnahme zu treffen sei (Art. 123–124 ParlG).

#### Interpellation
Die Interpellation verlangt Auskunft über wichtige innen- oder aussenpolitische Ereignisse und Angelegenheiten des Bundes. Über die Antwort des Bundesrats kann eine Diskussion verlangt werden. Eine Interpellation kann mit Zustimmung des Ratsbüros als dringlich erklärt und in der laufenden Session behandelt werden, wenn sie bis zum Beginn der dritten Sitzung (in der Regel am Mittwoch der ersten Sessionswoche) einer dreiwöchigen Session eingereicht wird (Art. 118, Art. 119, Art. 125 ParlG).

#### Anfrage
Die Anfrage verlangt Auskunft über wichtige innen- oder aussenpolitische Ereignisse und Angelegenheiten des Bundes. Die Anfrage wird vom Bundesrat schriftlich beantwortet und im Rat nicht behandelt. Die Anfrage kann im Nationalrat mit Zustimmung der Präsidentin oder des Präsidenten, im Ständerat mit Zustimmung des Ratsbüros dringlich erklärt werden. Sie muss in einer dreiwöchigen Session eine Woche vor Sessionsende und in einer einwöchigen Session am ersten Tag eingereicht werden (Art. 118, Art. 119, Art. 125 ParlG).

#### Fragestunde im Nationalrat
Die Montagssitzungen des Nationalrates der zweiten und dritten Sessionswoche beginnen mit einer Fragestunde. Behandelt werden aktuelle Fragen, die am vorangehenden Mittwoch bis spätestens zum Sitzungsschluss eingereicht worden sind. Die Fragen sind kurzzufassen (einige Zeilen, ohne Begründung). Sie werden vom zuständigen Departementschef oder von der zuständigen Departementschefin kurz beantwortet, sofern die Fragestellerin oder der Fragesteller anwesend ist. Anschliessend können diese eine sachbezogene Zusatzfrage stellen. Die Dauer der Fragestunde beträgt höchstens 90 Minuten (Art. 31 GRN).

## Organe der Bundesversammlung
Das Bundesgesetz über die Bundesversammlung (ParlG) bezeichnet folgende Organe der Bundesversammlung:
1. den Nationalrat
2. den Ständerat
3. die Vereinigte Bundesversammlung
4. die Präsidien
5. die Büros
6. die Koordinationskonferenz und die Verwaltungsdelegation
7. die Kommissionen und ihre Subkommissionen sowie Delegationen und
8. die Fraktionen

### Nationalrat

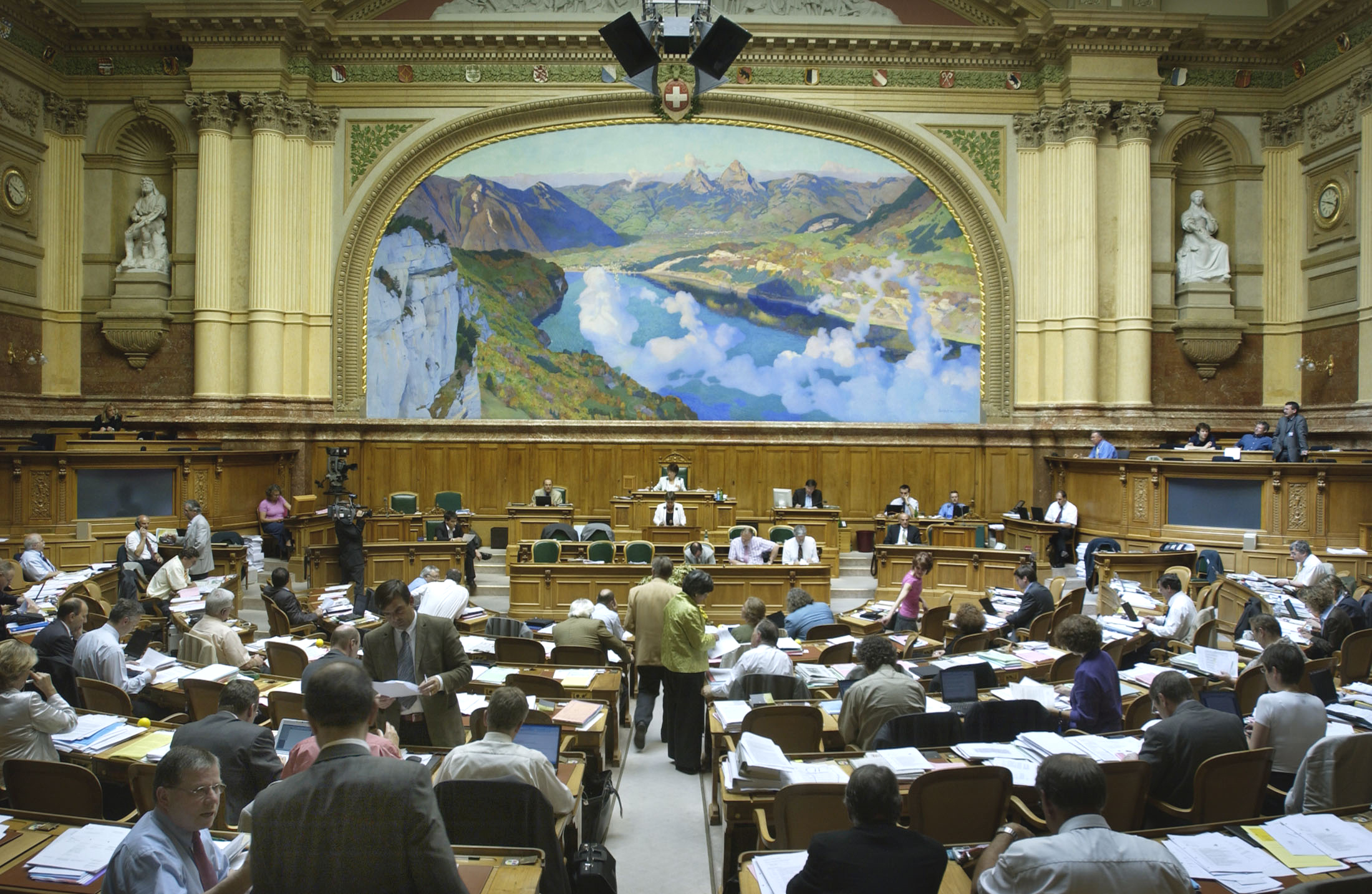
Nationalratssaal während einer Session

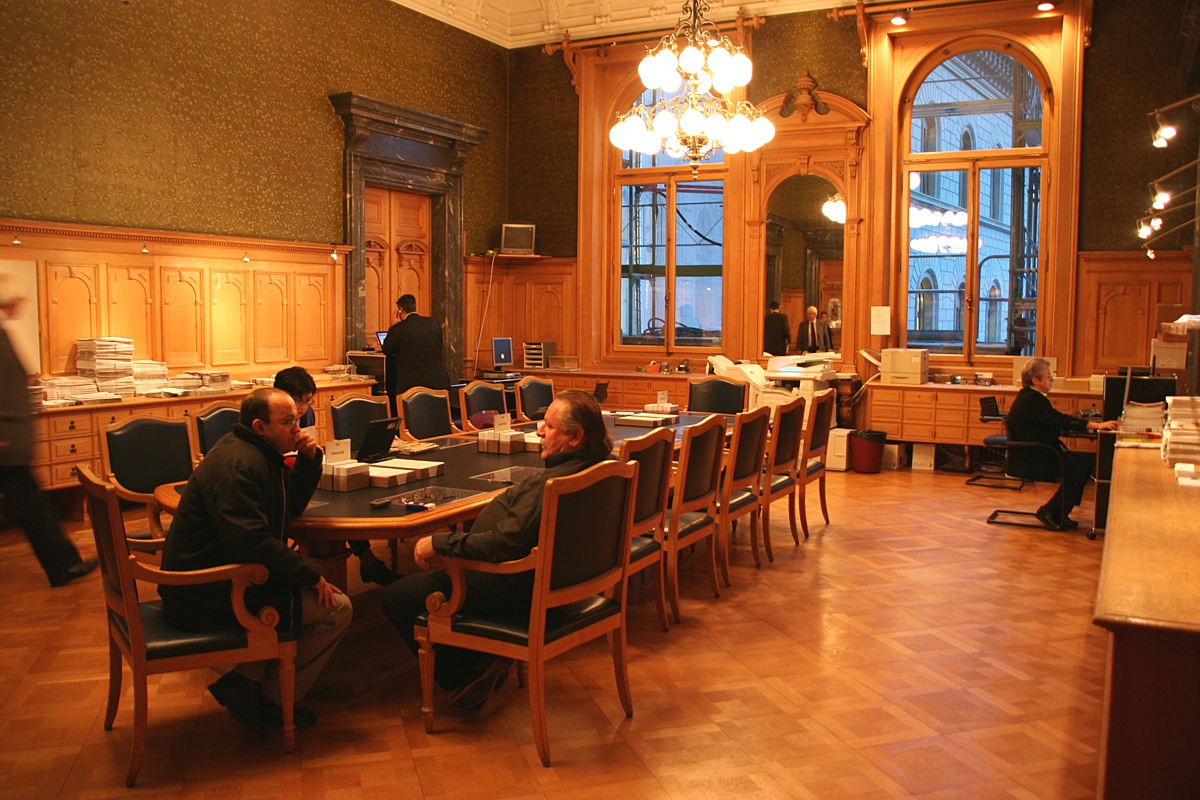
Das Vorzimmer des Nationalratsaals

Der Nationalrat besteht aus 200 Abgeordneten des Volkes, die direkt vom Volk gewählt und seit 1919 nach dem Prinzip des Proporzes gewählt werden. Eine Legislaturperiode dauert vier Jahre. Bei rund 8,7 Millionen Einwohnern entfällt auf je 43'500 ein Sitz (Wohnbevölkerung geteilt durch 200). Jeder Kanton ist ein Wahlkreis und entsendet zumindest einen Nationalrat, auch wenn seine Bevölkerungszahl unter 43'500 Einwohnern liegt. In den Kantonen, in denen dies der Fall ist, gilt die Majorzwahl: Gewählt ist, wer am meisten Stimmen erhält. Bei Stimmengleichheit entscheidet das Los.

### Ständerat

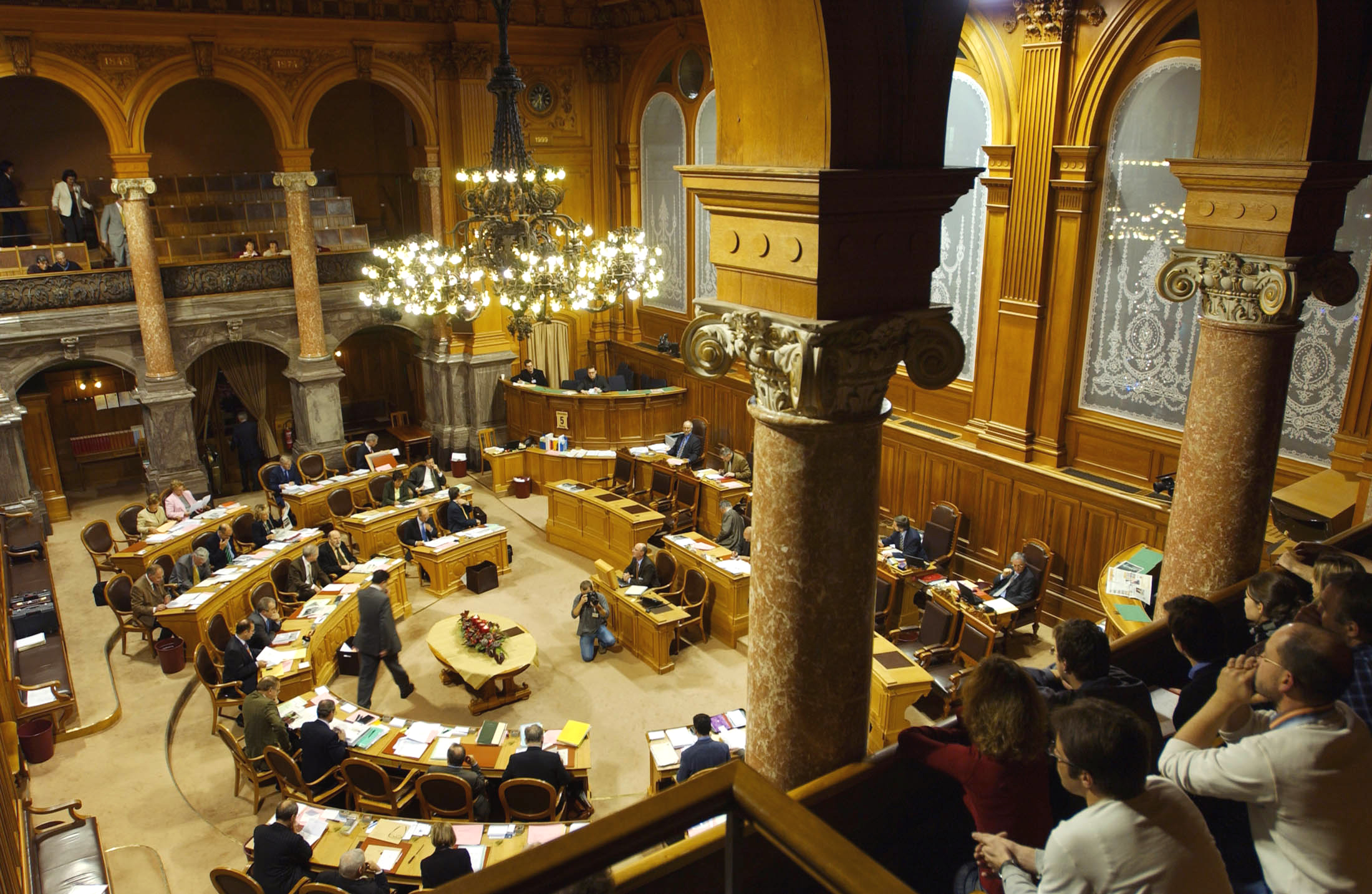
Ständeratssaal

Der Ständerat setzt sich aus 46 Vertretern der Schweizer Kantone zusammen. Jeder Kanton wählt zwei, die ehemaligen Halbkantone Obwalden und Nidwalden, Basel-Landschaft und Basel-Stadt sowie Appenzell Ausser- und Innerrhoden je einen Vertreter. Für 45 Mitglieder erfolgt die Wahl gleichzeitig mit dem Nationalrat. In Appenzell Innerrhoden wählt die Landsgemeinde die Ständevertretung im April vor den Nationalratswahlen.
Bei der Ständeratswahl gilt kantonales Recht. Für die Wahlen in den Ständerat gelangt in den Kantonen das Majorzsystem zur Anwendung, ausgenommen in den Kantonen Jura und Neuenburg, wo das Proporzsystem gilt.

### Vereinigte Bundesversammlung
National- und Ständerat verhandeln gemeinsam als Vereinigte Bundesversammlung unter dem Vorsitz des Nationalratspräsidenten, um (Art. 157 BV)
- Wahlen vorzunehmen (siehe oben, Punkt Kompetenzen)
- Zuständigkeitskonflikte zwischen den obersten Bundesbehörden zu entscheiden
- Begnadigungen auszusprechen
- besonderen Anlässen beizuwohnen und
- Erklärungen des Bundesrates entgegenzunehmen

### Präsidien

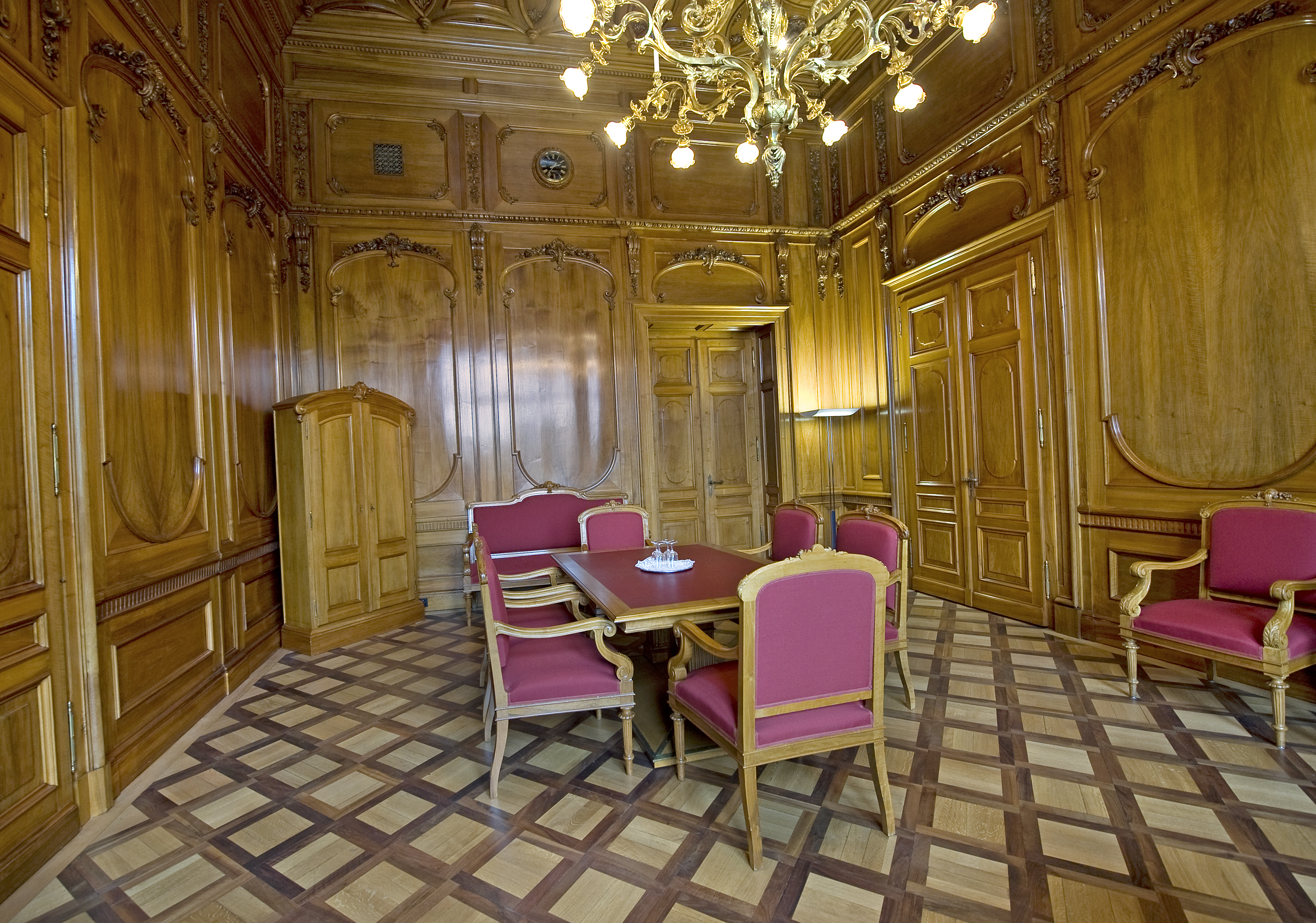
Zimmer des Ständeratspräsidenten

Der Präsident leitet die Verhandlungen des Rates. Er legt im Rahmen der Sessionsplanung die Tagesordnung des Rates fest, leitet das Ratsbüro und vertritt den Rat gegen aussen. Der Präsident sowie die beiden Vizepräsidenten bilden das Präsidium.
Präsident sowie erste und zweite Vizepräsidentin respektive Vizepräsident werden jeweils für die Dauer eines Jahres gewählt. Eine Wiederwahl für das folgende Jahr ist ausgeschlossen.
Der Ratspräsident stimmt in aller Regel nicht mit. Das Recht sieht aber zwei Ausnahmen vor:
- Bei Stimmengleichheit im Rat steht dem jeweiligen Präsidenten der Stichentscheid zu und
- bei Dringlicherklärung von Bundesgesetzen; bei Subventionsbestimmungen sowie Verpflichtungskrediten und Zahlungsrahmen, die eine vom Gesetz festgesetzte Grösse übersteigen; und bei der Erhöhung der Gesamtausgaben bei einem ausserordentlichen Zahlungsbedarf.

Der Nationalrat kennt darüber hinaus auch das Alterspräsidium. Ein Alterspräsident wird nur alle vier Jahre bestimmt. Alterspräsident ist dasjenige Mitglied des Rates, das die längste ununterbrochene Amtsdauer aufweist. Bei gleicher Amtsdauer hat das ältere Mitglied den Vorrang. Der Alterspräsident führt den Vorsitz im Rat, bis der neue Präsident gewählt ist. Nebst anderen Aufgaben hält der Alterspräsident vor dem sich neu konstituierenden Rat nach den Gesamterneuerungswahlen des Parlamentes eine Rede.

### Büros
Das Büro ist jenes Organ eines Rates, das sich mit dem Verfahren, der Organisation und der Verwaltung des entsprechenden Rates beschäftigt. Das Büro des Nationalrates setzt sich zusammen aus den drei Mitgliedern des Präsidiums, den vier Stimmenzählern und den Präsidenten der Fraktionen. Das Büro des Ständerates besteht aus den drei Mitgliedern des Präsidiums, einem Stimmenzähler, einem Ersatzstimmenzähler und je einem weiteren Mitglied aus denjenigen Fraktionen der Bundesversammlung, welche im Ständerat mindestens fünf Mitglieder umfassen, aber weder ein Mitglied des Präsidiums noch Stimmenzähler oder Ersatzstimmenzähler stellen. Traditionsgemäss steigt von Jahr zu Jahr der Ersatzstimmenzähler zum Stimmenzähler, dieser zum zweiten Vizepräsidenten, dieser zum ersten Vizepräsidenten und dieser zum Präsidenten auf.
Die Büros von Nationalrat und Ständerat erstellen das Sessionsprogramm des jeweiligen Rates, ernennen die Mitglieder von Kommissionen und Delegationen, weisen ihnen ihre Aufgabenbereiche und die zu behandelnden Geschäfte zu und legen den Zeitplan der Beratungen fest. Das Büro des Nationalrates und das Büro des Ständerates bilden zusammen die Koordinationskonferenz.

### Koordinationskonferenz und Verwaltungsdelegation
Das Büro des Nationalrates und das Büro des Ständerates bilden die Koordinationskonferenz.
Nebst der Planung der Tätigkeiten der Bundesversammlung und der Abstimmung der Sessions- und Jahresplanung sorgt sie sich um den Geschäftsverkehr zwischen den beiden Räten und dem Bundesrat. Sie kann Weisungen über die Zuteilung der personellen und finanziellen Mittel an die Organe der Bundesversammlung erlassen, wählt den Generalsekretär der Bundesversammlung und genehmigt die Bildung neuer Fraktionen.
Die Verwaltungsdelegation besteht aus je drei von der Koordinationskonferenz gewählten Mitgliedern der Büros beider Räte. Ihr obliegt die oberste Leitung der Parlamentsverwaltung. Sie übt das Hausrecht in den Räumlichkeiten der Bundesversammlung und der Parlamentsdienste aus. (Ausnahme: Für das Hausrecht in den Ratssälen ist der jeweilige Präsident zuständig.) Der Verwaltungsdelegation obliegt im Weiteren die Vertretung der Entwürfe für die Voranschläge und die Rechnung der Bundesversammlung; die Begründung, Änderung und Beendigung der Arbeitsverhältnisse des Personals der Parlamentsdienste und die Genehmigung der Geschäftsordnung der Parlamentsdienste.

### Kommissionen und ihre Subkommissionen sowie Delegationen

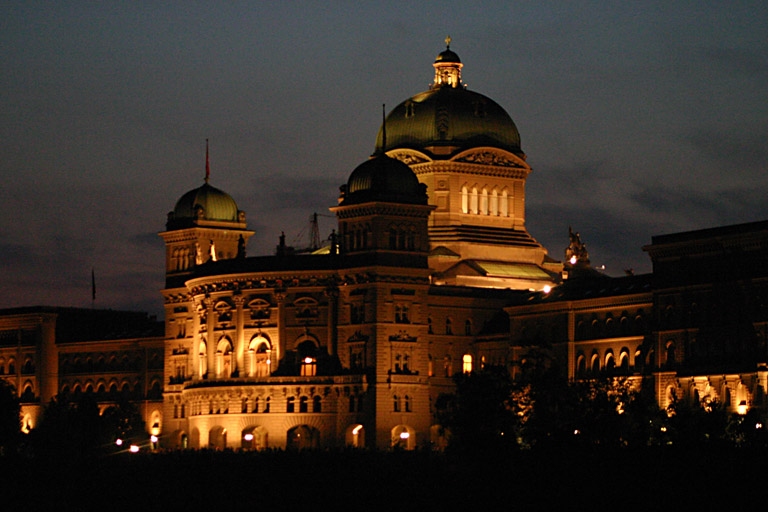
Südansicht des Bundeshauses bei Nacht

#### Kommissionen
Kommissionen haben die Aufgabe (Art. 44 ParlG), die ihnen zugewiesenen Geschäfte vorzuberaten und ihrem Rat Antrag zu stellen. Weitere Aufgaben sind die regelmässige Verfolgung der gesellschaftlichen und politischen Entwicklungen sowie die Ausarbeitung von Anregungen zur Problemlösung (parlamentarische Initiative, Motion oder Postulat einer Kommission) in ihren von den Büros zugewiesenen Sachbereichen der Bundespolitik. Einzelne Befugnisse, die nicht rechtsetzender Natur sind, können den Kommissionen übertragen werden (Art. 153 Abs. 3 BV). Zum Beispiel entscheiden Kommissionen abschliessend über Gesuche für die Aufhebung der Immunität (Art. 17a ParlG) und über das Veto gegen eine vorläufige Anwendung oder gegen eine dringliche Kündigung eines völkerrechtlichen Vertrages (Art. 152 Abs. 3ter ParlG).
Die Kommissionen verfügen über diejenigen Informationsrechte (insbesondere gegenüber Bundesrat und Bundesverwaltung), die sie zur Erfüllung ihrer Aufgaben benötigen (Art. 153 Abs. 4 BV, 150-154 ParlG). Die Informationsrechte der Aufsichtskommissionen gehen weiter als diejenigen der übrigen Kommissionen; den Delegationen der Aufsichtskommissionen und einer Parlamentarischen Untersuchungskommission dürfen grundsätzlich keine Informationen vorenthalten werden (Art. 169 Abs. 2 BV, Art. 154 ParlG, Art. 166 ParlG).
Die Sitze in den Kommissionen und die Kommissionspräsidien werden auf die Fraktionen proportional nach ihrer Stärke im jeweiligen Rat aufgeteilt (Art. 43 ParlG, Art. 15 GRN). Die Mitglieder der Kommissionen und die Kommissionspräsidien werden vom jeweiligen Ratsbüro gewählt, im Nationalrat auf Vorschlag der Fraktionen (GRN Art. 9 Abs. 1 Bst. g, GRS Art. 6 Abs. 1 Bst. g). Die Amtsdauer der Mitglieder der ständigen Kommissionen beträgt vier Jahre, diejenige der Kommissionspräsidenten zwei Jahre. Die Amtsdauer endet im Nationalrat spätestens mit der Gesamterneuerung der Kommissionen zu Beginn einer neuen Legislaturperiode (Art. 17 GRN, Art. 13 GRS).
Während die Protokolle der Sitzungen von National- und Ständerat im «Amtlichen Bulletin» publiziert werden und für jedermann zugänglich sind, werden zwar auch die Kommissionssitzungen protokolliert, doch sind diese Protokolle für die Öffentlichkeit nicht einsehbar (Art. 47a ParlG, Art. 4-9 a ParlVV). Die Kommissionen müssen aber die Medien schriftlich oder mündlich über die wesentlichen Ergebnisse ihrer Beratungen unterrichten (Art. 20 GRN, Art. 15 GRS), und sie können wichtige Unterlagen entklassifizieren und veröffentlichen, insbesondere solche, die für das Verständnis der Kommissionsanträge an den Rat wesentlich sind (Art. 8 ParlVV).
Nationalrat und Ständerat verfügen über je 9 ständige Sachbereichskommissionen und je 2 ständige Aufsichtskommissionen, der Nationalrat zudem über die Immunitätskommission (Art. 10 GRN, Art. 7 GRS). In Ausnahmefällen kann ein Ratsbüro eine Spezialkommission einsetzen (Art. 11 GRN, Art. 8 GRS).
Die ständigen Sachbereichs- und Aufsichtskommissionen des Nationalrates setzen sich aus 25 Mitgliedern zusammen, diejenigen des Ständerates aus 13 Mitgliedern. Die Kommissionen tagen durchschnittlich drei bis vier Tage pro Quartal zwischen den ordentlichen Sessionen, manchmal auch während der Sessionen.
Sachbereichskommissionen:
- Aussenpolitische Kommissionen APK
- Kommissionen für Wissenschaft, Bildung und Kultur WBK
- Kommissionen für soziale Sicherheit und Gesundheit SGK
- Kommissionen für Umwelt, Raumplanung und Energie UREK
- Sicherheitspolitische Kommissionen SiK
- Kommissionen für Verkehr und Fernmeldewesen KVF
- Kommissionen für Wirtschaft und Abgaben WAK
- Staatspolitische Kommissionen SPK
- Kommissionen für Rechtsfragen RK

Aufsichtskommissionen:
- Finanzkommissionen FK
- Geschäftsprüfungskommissionen GPK

Geschäfte im Zuständigkeitsbereich der Vereinigten Bundesversammlung werden von ständigen Kommissionen vorberaten, welche mit 12 Mitgliedern des Nationalrates und 5 Mitgliedern des Ständerates zusammengesetzt sind:
- Kommission für Begnadigungen und Zuständigkeitskonflikte BeK[12]
- Gerichtskommission GK[13]

Gemeinsame Kommissionen im Zuständigkeitsbereich beider Räte (mit gleich vielen Mitgliedern aus beiden Räten):
- Einigungskonferenz
- Redaktionskommission RedK[14]
- Parlamentarische Untersuchungskommissionen PUK (nicht ständige Kommission)[15]

Weitere Kommission:
- Immunitätskommission IK (nur im Nationalrat, im Ständerat werden Gesuche um Aufhebung der Immunität von der Kommission für Rechtsfragen behandelt)[16]

#### Subkommissionen
Die FK und die GPK können ständige Subkommissionen einsetzen, welche im Auftrag der Kommission einzelne Aufgabenbereiche betreuen. Die anderen Kommissionen können, die Zustimmung des jeweiligen Büros vorausgesetzt, aus ihrer Mitte Subkommissionen einsetzen. Die Kommission erteilt ihrer Subkommission einen Auftrag und legt fest, bis wann die Subkommission Bericht zu erstatten hat (Art. 14 GRN, Art. 11 GRS).

#### Delegationen
National- und Ständerat kennen folgende gemeinsame Delegationen, die aus je 3 Mitgliedern der beiden Ratsbüros (VD), der beiden FK (FinDel) oder der beiden GPK (GPDel) zusammengesetzt sind:
- VD – Verwaltungsdelegation[18]
- FinDel – Finanzdelegation[19]
- GPDel – Geschäftsprüfungsdelegation[20]

Delegationen, die einen Spezialfall der Kommissionen darstellen, sind die Delegationen in internationalen parlamentarischen Versammlungen (VPiB). Sie haben die Aufgabe, die Schweizerische Bundesversammlung in einer internationalen parlamentarischen Versammlung zu vertreten. National- und Ständerat unterhalten Delegationen bei:
- EFTA/EP – Europäische Freihandelsassoziation / Europäisches Parlament
- IPU – Interparlamentarische Union
- OSZE – Parlamentarische Versammlung der OSZE
- ER – Parlamentarische Versammlung des Europarates
- NATO-PV – Parlamentarische Versammlung der NATO

Ständige Delegationen zur Pflege der Beziehungen mit Parlamenten anderer Staaten (Art. 4 VPiB):
- Delegation für die Beziehung zum Deutschen Bundestag
- Delegation für die Beziehung zum österreichischen Parlament
- Delegation für die Beziehung zum französischen Parlament
- Delegation für die Beziehung zum italienischen Parlament
- Delegation für die Beziehung zum Landtag des Fürstentums Liechtenstein

### Fraktionen
- G (GPS): 26
- S (SP): 50
- GL (glp): 11
- M-E (Mitte, EVP): 46
- RL (FDP): 39
- V (SVP, Lega, EDU, MCG): 74

Die Bundesversammlung ist politisch in Fraktionen und nicht in Parteien gegliedert. Die Fraktionen umfassen Angehörige der gleichen Partei oder gleichgesinnter Parteien. Eine Fraktion ist also nicht immer mit einer Partei identisch.
Zur Bildung einer Fraktion ist der Zusammenschluss von mindestens fünf Mitgliedern eines Rates erforderlich. Die ständerätlichen Mitglieder einer Fraktion werden informell als Gruppe bezeichnet. Die Fraktionen sind für die Meinungsbildung wichtig. Sie beraten wichtige Ratsgeschäfte (Wahlen und Sachgeschäfte) vor und versuchen, sich auf einheitliche Positionen festzulegen, welche von den Ratsmitgliedern im Rat sowie gegenüber den Medien und der Öffentlichkeit vertreten werden. Im Nationalrat ist die Fraktionszugehörigkeit eine Voraussetzung für den Einsitz in eine Kommission.

### Parlamentarische Gruppen
Mitglieder der Bundesversammlung, «welche sich für einen bestimmten Sachbereich interessieren» (Art. 63 ParlG) organisieren sich in Parlamentarischen Gruppen.

## Parlamentsdienste
Die Parlamentsdienste unterstützen die Bundesversammlung bei der Erfüllung ihrer Aufgaben. Sie erbringen eine umfassende Dienstleistung und ermöglichen damit den Parlamentariern eine vertiefte und kreative gesetzgeberische Arbeit.
- Sie planen und organisieren die Sessionen und die Kommissionssitzungen
- sie erledigen die Sekretariatsgeschäfte und erstellen Berichte, Protokolle sowie Übersetzungen
- sie beschaffen und archivieren Dokumente und
- sie beraten die Ratsmitglieder in Fach- und Verfahrensfragen

Sie stehen unter der Leitung des Generalsekretärs der Bundesversammlung.
Die Parlamentarische Verwaltungskontrolle ist der Evaluationsdienst der Bundesversammlung und führt im Auftrag der GPK Studien zur Rechtmässigkeit, Zweckmässigkeit und Wirksamkeit der Bundesbehörden durch.